# Maxime Hamou
Maxime Hamou (* 8. Juni 1995 in Nîmes) ist ein französischer Tennisspieler.

## Karriere
In seiner Junior-Karriere erreichte Hamou er in der Weltrangliste Rang acht.
Hamou spielt hauptsächlich auf der ITF Future Tour und der ATP Challenger Tour. Auf der Future Tour gewann er bislang vier Titel im Einzel sowie einen Titel im Doppel. 2015 kam er in Nizza bei den Open de Nice Côte d’Azur durch eine Wildcard zu seinem Debüt auf der ATP World Tour. Er verlor in der ersten Runde gegen Pablo Carreño Busta mit 2:6, 2:6. Kurz darauf erhielt er auch eine Wildcard in das Hauptfeld der Einzelkonkurrenz der French Open, wo er in der ersten Runde auf den Polen Jerzy Janowicz stieß, dem er in vier Sätzen unterlag, nachdem er zunächst den ersten Satz im Tie-Break gewonnen hatte.

### Suspendierung bei den French Open
Nach seiner Erstrundenniederlage bei den French Open gab Hamou der Eurosport-Mitarbeiterin Maly Thomas ein Interview. Dabei zog er die Reporterin vor laufender Kamera gegen ihren Willen an sich und versuchte sie wiederholt zu küssen. Der Auftritt löste öffentliche Empörung aus. Der Veranstalter suspendierte Hamou und sprach ein Hausverbot für das Stade Roland Garros während des Turniers aus. Thomas gab später zu Protokoll, dass sie Hamou „ins Gesicht geschlagen hätte“, wenn sie nicht live auf Sendung gewesen wäre.